# Pistolet Astra A-75
Astra A-75 (Astra Firefox)- hiszpański pistolet samopowtarzalny.

## Historia
W 1991 roku Astra wprowadziła na rynek kompaktowy, wyposażony w mechanizm spustowy SA pistolet A-70. W następnym roku na rynek wprowadzono pistolet A-75 który różnił się od A-70 zastosowaniem mechanizmu spustowego SA/DA. W 1994 roku rozpoczęto sprzedaż pistoletu A-75L wyposażonego w szkielet ze stopu lekkiego.

## Opis
Astra A-75 była bronią samopowtarzalną. Zasada działania oparta na krótkim odrzucie lufy. Zamek ryglowany przez przekoszenie lufy, rolę rygla pełniła odpowiednio ukształtowana górna część komory nabojowej. Mechanizm spustowy kurkowy, z samonapinaniem. Dźwignia bezpiecznego zwolnienia kurka (decocker) po lewej stronie chwytu. Wciśnięcie powoduje dwustopniowe zwolnienie kurka, zatrzymanie go przed iglicą i cofnięcie języka spustowego.
Astra A-75 była zasilana z wymiennego, jednorzędowego magazynka pudełkowego o pojemności 8 naboi, umieszczonego w chwycie. Przycisk zwalniania magazynka znajdował się po lewej stronie chwytu, za kabłąkiem spustowym. po wystrzeleniu ostatniego naboju zamek zatrzymywał się w tylnym położeniu, zatrzask zamka po lewej stronie pistoletu.
Lufa gwintowana.
Przyrządy celownicze mechaniczne, stałe (muszka i szczerbinka). pistolet był wykonany ze stali (A-75, zamek wersji A-75L) i stopu aluminium (szkielet wersji A-75L).